# Педро Ройг
Педро Ройг (ісп. Pedro Roig, 22 грудня 1938 — 22 листопада 2018) — іспанський хокеїст на траві.
Бронзовий призер Олімпійських Ігор 1960 року.